# Infanterie-Division Breslau
Die Infanterie-Division Breslau war ein militärischer Großverband im Zweiten Weltkrieg.

## Geschichte

### Aufstellung
Die Infanterie-Division Breslau wurde Anfang August 1944 als sogenannte Schatten-Division aufgestellt. Die Aufstellung erfolgte im Zuge der 31. Aufstellungswelle auf dem Truppenübungsplatz Neuhammer, Wehrkreis VIII (Breslau). 

### Verwendung der aufgestellten Truppenteile
Am 28. August 1944 wurden die bereits bestehenden Teile der Infanterie-Division Breslau zur schnellen personellen Auffrischung der 357. Infanterie-Division eingesetzt und die Division aufgelöst.